# La Liga de 1997–98

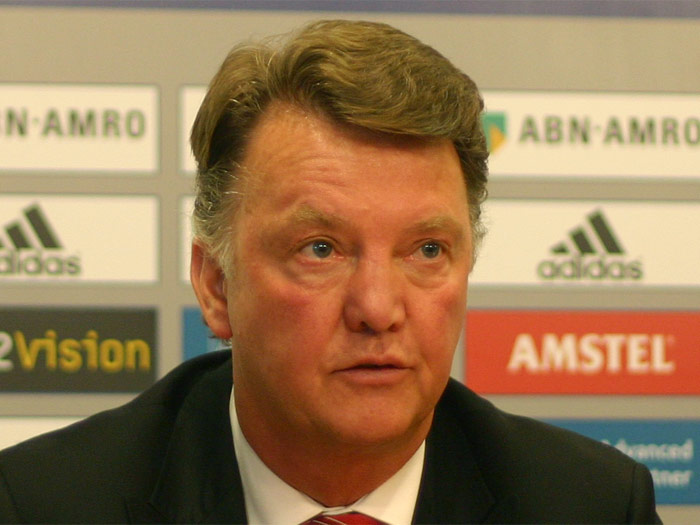
Louis van Gaal debutou no banco barcelonista e, apesar das críticas, conquistou o título

A La Liga de 1997–98  da Primeira Divisão da Espanha foi a edição 67ª do campeonato. Começou o 30 de agosto de 1997 e terminou o 16 de maio de 1998.
O FC Barcelona conseguiu seu 15º título, depois de três anos de seca. Os azuis-grana, ademais, conseguiram o doblete ao conquistar também a Copa do Rei.
Como o Real Madri jogaria a Liga dos Campeões cinco dias depois, a última jornada teve que ser antecipada, pela primeira e última vez até agora, teve o horário unificado e jogado a última rodada na sexta-feira pela noite.

## Equipas participantes e estádios
Pela primeira vez na história, a Primeira Divisão reduziu seu número de participantes. Vinte equipas tomaram parte neste ano, dois menos que a temporada anterior.

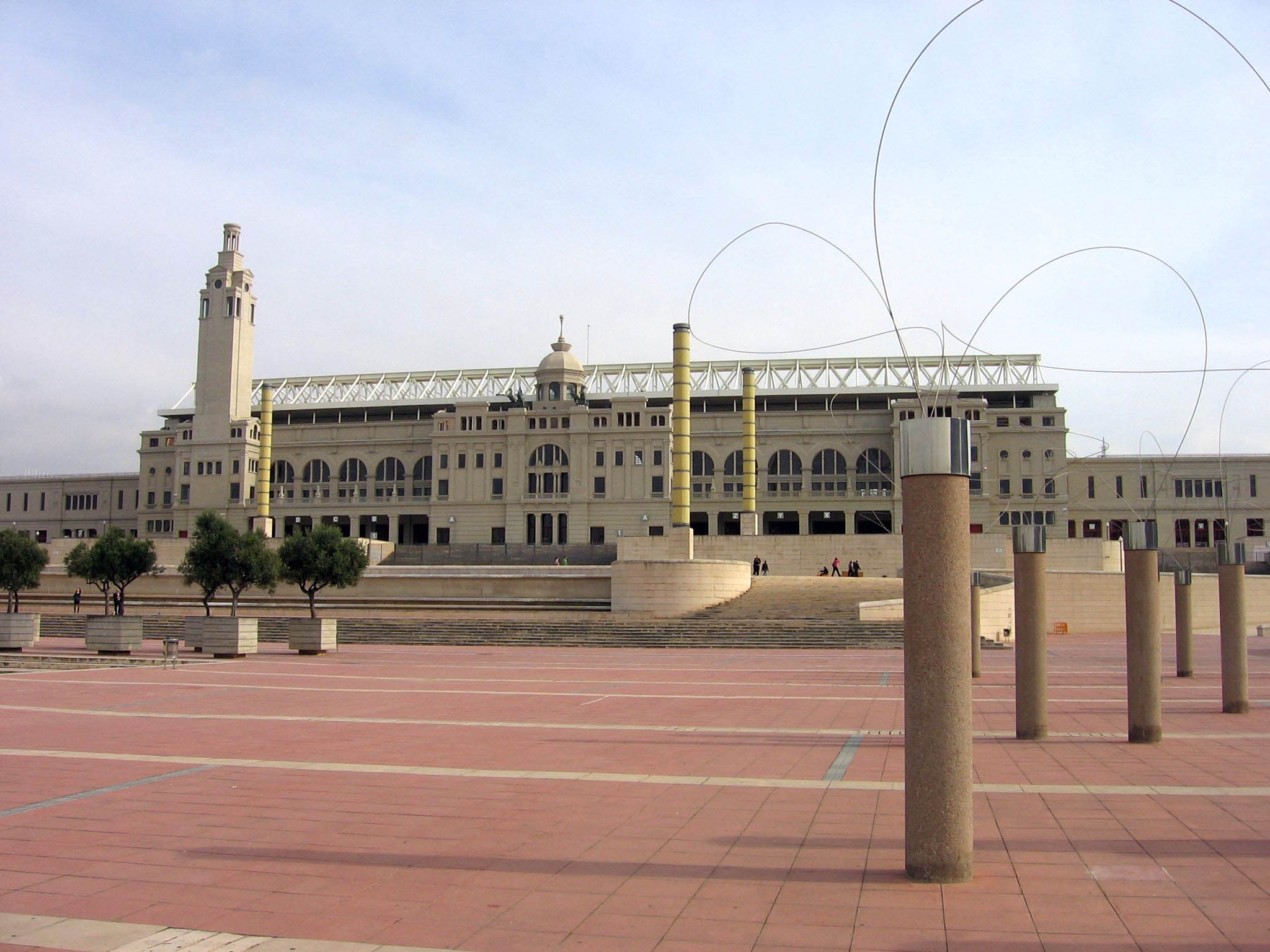
O Estádio de Montjuic, nova sede do RCD Espanhol de Barcelona.

| Equipa                                      | Cidade                 | Estádio                   | Assistência média |
| ------------------------------------------- | ---------------------- | ------------------------- | ----------------- |
| Athletic Club                               | Bilbau                 | San Mamés                 | 35.053            |
| Clube Atlético de Madri                     | Madri                  | Vicente Calderón          | 27.789            |
| Futbol Clube Barcelona                      | Barcelona              | Camp Nou                  | 71.579            |
| Real Betis Balompié                         | Sevilla                | Benito Villamarín         | 41.263            |
| Real Clube Celta de Vigo                    | Vigo                   | Balaídos                  | 21.748            |
| Sociedade Desportiva Compostela             | Santiago de Compostela | San Lázaro                | -                 |
| Real Clube Desportivo da Corunha            | A Corunha              | Riazor                    | 18.947            |
| Real Clube Desportivo Espanhol de Barcelona | Barcelona              | Montjuic                  | 20.421            |
| Real Clube Desportivo Mallorca              | Palma de Mallorca      | Lluís Sitjar              | 17.228            |
| Clube Poliesportivo Mérida                  | Mérida                 | Romano José Fouto         | -                 |
| Real Oviedo Clube de Futebol                | Oviedo                 | Carlos Tartiere           | 14.895            |
| Real Racing Clube de Santander              | Santander              | El Sardinero              | 15.631            |
| Real Madri Clube de Futebol                 | Madri                  | Santiago Bernabeu         | 70.526            |
| Real Sociedade de Futebol                   | San Sebastián          | Anoeta                    | 23.112            |
| União Desportiva Salamanca                  | Salamanca              | Helmántico                | 12.641            |
| Real Sporting de Gijón                      | Gijón                  | El Molinón                | -                 |
| Clube Desportivo Tenerife                   | Santa Cruz de Tenerife | Heliodoro Rodríguez López | 17.737            |
| Valencia Clube de Futebol                   | Valencia               | Mestalla                  | 43.605            |
| Real Valladolid                             | Valladolid             | José Zorrilla             | 18.762            |
| Real Zaragoza                               | Zaragoza               | La Romareda               | 19.868            |

## Classificação final
| Pos | Equipa                | PJ | PG | PE | Pg | GF | GC | DG  | Pts |
| --- | --------------------- | -- | -- | -- | -- | -- | -- | --- | --- |
| 1   | FC Barcelona          | 38 | 23 | 5  | 10 | 78 | 56 | 22  | 74  |
| 2   | Athletic Club         | 38 | 17 | 14 | 7  | 52 | 42 | 10  | 65  |
| 3   | Real Sociedade        | 38 | 16 | 15 | 7  | 60 | 37 | 23  | 63  |
| 4   | Real Madrid           | 38 | 17 | 12 | 9  | 63 | 45 | 18  | 63  |
| 5   | RCD Mallorca          | 38 | 16 | 12 | 10 | 55 | 39 | 16  | 60  |
| 6   | Celta de Vigo         | 38 | 17 | 9  | 12 | 54 | 47 | 7   | 60  |
| 7   | Atlético de Madrid    | 38 | 16 | 12 | 10 | 79 | 56 | 23  | 60  |
| 8   | Real Betis            | 38 | 17 | 8  | 13 | 49 | 50 | -1  | 59  |
| 9   | Valencia CF           | 38 | 16 | 7  | 15 | 58 | 52 | 6   | 55  |
| 10  | RCD Espanhol          | 38 | 12 | 17 | 9  | 44 | 31 | 13  | 53  |
| 11  | Real Valladolid       | 38 | 13 | 11 | 14 | 36 | 47 | -11 | 50  |
| 12  | Desportivo da Corunha | 38 | 12 | 13 | 13 | 44 | 46 | -2  | 49  |
| 13  | Real Zaragoza         | 38 | 12 | 12 | 14 | 45 | 53 | -8  | 48  |
| 14  | Racing de Santander   | 38 | 12 | 9  | 17 | 46 | 55 | -9  | 45  |
| 15  | UD Salamanca          | 38 | 12 | 9  | 17 | 46 | 46 | 0   | 45  |
| 16  | CD Tenerife           | 38 | 11 | 12 | 15 | 44 | 57 | -13 | 45  |
| 17  | SD Compostela         | 38 | 11 | 11 | 16 | 56 | 66 | -10 | 44  |
| 18  | Real Oviedo           | 38 | 9  | 13 | 16 | 36 | 51 | -15 | 40  |
| 19  | CP Mérida             | 38 | 9  | 12 | 17 | 33 | 53 | -20 | 39  |
| 20  | Sporting de Gijón     | 38 | 2  | 7  | 29 | 31 | 80 | -49 | 13  |

PJ = Partidos jogados; PG = Partidos ganhados; PE = Partidos empatados; #PP = Partidos perdidos; GF = Golos a favor ; GC = Golos na contramão; DG = Diferencia de golos; Pts = Pontos
| Classificação para a fase de grupos de une-a de Campeões da UEFA 1998-99        |
| Classificação para a segunda rodada prévia de une-a de Campeões da UEFA 1998-99 |
| Classificação para a Recopa de Europa 1998-99                                   |
| Classificação para a Copa da UEFA 1998-99                                       |
| Classificação para a Copa Intertoto da UEFA 1998                                |
| Classificado para a promoção de permanência em Primeira Divisão                 |
| Descenso a Segunda Divisão                                                      |

### Evolução da classificação
| Equipo / Jornada | 1         | 2  | 3  | 4  | 5  | 6  | 7  | 8  | 9  | 10 | 11 | 12 | 13 | 14 | 15 | 16 | 17 | 18 | 19 | 20 | 21 | 22 | 23 | 24 | 25 | 26 | 27 | 28 | 29 | 30 | 31 | 32 | 33 | 34 | 35 | 36 | 37 | 38 |   |
| ---------------- | --------- | -- | -- | -- | -- | -- | -- | -- | -- | -- | -- | -- | -- | -- | -- | -- | -- | -- | -- | -- | -- | -- | -- | -- | -- | -- | -- | -- | -- | -- | -- | -- | -- | -- | -- | -- | -- | -- | - |
| Equipo / Jornada | Barcelona | 1  | 1  | 1  | 1  | 1  | 1  | 1  | 1  | 1  | 1  | 1  | 1  | 2  | 2  | 1  | 1  | 1  | 1  | 1  | 1  | 1  | 1  | 1  | 1  | 1  | 1  | 1  | 1  | 1  | 1  | 1  | 1  | 1  | 1  | 1  | 1  | 1  | 1 |
| Athletic Club    | 17        | 16 | 13 | 15 | 15 | 13 | 11 | 9  | 8  | 8  | 8  | 8  | 9  | 11 | 9  | 8  | 7  | 5  | 6  | 4  | 4  | 5  | 4  | 5  | 6  | 8  | 8  | 6  | 5  | 6  | 5  | 6  | 6  | 3  | 3  | 2  | 2  | 2  |   |
| R. Sociedad      | 20        | 12 | 15 | 8  | 10 | 8  | 7  | 4  | 6  | 5  | 6  | 6  | 6  | 4  | 5  | 5  | 3  | 3  | 3  | 3  | 3  | 3  | 3  | 3  | 3  | 4  | 4  | 5  | 4  | 3  | 3  | 3  | 3  | 5  | 4  | 4  | 3  | 3  |   |
| Real Madrid      | 10        | 7  | 3  | 3  | 4  | 2  | 2  | 2  | 3  | 2  | 2  | 2  | 1  | 1  | 2  | 2  | 2  | 2  | 2  | 2  | 2  | 2  | 2  | 2  | 2  | 2  | 2  | 2  | 2  | 2  | 2  | 2  | 2  | 2  | 2  | 3  | 4  | 4  |   |
| Mallorca         | 6         | 10 | 2  | 2  | 2  | 4  | 4  | 5  | 7  | 6  | 7  | 7  | 7  | 8  | 10 | 11 | 9  | 8  | 9  | 9  | 9  | 9  | 7  | 7  | 8  | 5  | 7  | 8  | 9  | 8  | 7  | 4  | 4  | 4  | 5  | 5  | 5  | 5  |   |
| Celta            | 7         | 9  | 4  | 4  | 3  | 5  | 5  | 6  | 4  | 3  | 3  | 3  | 5  | 6  | 6  | 6  | 6  | 4  | 7  | 8  | 6  | 7  | 8  | 8  | 5  | 6  | 5  | 3  | 3  | 4  | 4  | 5  | 5  | 6  | 6  | 7  | 8  | 6  |   |
| Atlético         | 9         | 2  | 9  | 10 | 6  | 3  | 3  | 7  | 5  | 4  | 5  | 5  | 3  | 3  | 3  | 3  | 4  | 6  | 4  | 5  | 5  | 4  | 5  | 4  | 4  | 3  | 3  | 4  | 7  | 7  | 8  | 9  | 8  | 7  | 8  | 8  | 7  | 7  |   |
| Betis            | 2         | 6  | 12 | 14 | 7  | 9  | 9  | 8  | 9  | 10 | 10 | 12 | 11 | 10 | 7  | 7  | 8  | 9  | 8  | 7  | 7  | 6  | 6  | 6  | 7  | 7  | 6  | 7  | 6  | 5  | 6  | 7  | 7  | 8  | 7  | 6  | 6  | 8  |   |
| Valencia         | 13        | 18 | 18 | 18 | 17 | 16 | 17 | 16 | 17 | 17 | 18 | 17 | 17 | 18 | 19 | 16 | 13 | 13 | 13 | 15 | 13 | 11 | 10 | 11 | 11 | 10 | 10 | 9  | 8  | 9  | 9  | 8  | 9  | 9  | 9  | 9  | 9  | 9  |   |
| RCD Español      | 3         | 5  | 8  | 7  | 8  | 6  | 6  | 3  | 2  | 7  | 4  | 4  | 4  | 5  | 4  | 4  | 5  | 7  | 5  | 6  | 8  | 8  | 9  | 9  | 9  | 9  | 9  | 10 | 10 | 10 | 10 | 10 | 10 | 10 | 10 | 10 | 10 | 10 |   |
| Valladolid       | 16        | 20 | 20 | 20 | 20 | 18 | 19 | 19 | 18 | 18 | 17 | 18 | 18 | 17 | 17 | 14 | 16 | 14 | 15 | 18 | 17 | 19 | 19 | 16 | 15 | 14 | 12 | 13 | 14 | 13 | 12 | 11 | 11 | 12 | 11 | 11 | 11 | 11 |   |
| Deportivo        | 11        | 13 | 16 | 11 | 11 | 15 | 14 | 14 | 15 | 16 | 12 | 13 | 15 | 14 | 14 | 15 | 17 | 17 | 17 | 14 | 14 | 14 | 11 | 12 | 13 | 12 | 14 | 12 | 13 | 11 | 13 | 12 | 12 | 11 | 12 | 13 | 13 | 12 |   |
| Zaragoza         | 14        | 14 | 11 | 13 | 13 | 12 | 15 | 12 | 10 | 11 | 13 | 11 | 10 | 9  | 11 | 9  | 10 | 10 | 10 | 10 | 10 | 10 | 13 | 10 | 10 | 11 | 11 | 11 | 11 | 12 | 11 | 13 | 13 | 14 | 13 | 12 | 12 | 13 |   |
| Racing           | 8         | 11 | 6  | 9  | 5  | 7  | 8  | 11 | 14 | 15 | 14 | 15 | 13 | 12 | 12 | 12 | 12 | 11 | 12 | 11 | 11 | 13 | 14 | 14 | 14 | 15 | 16 | 16 | 16 | 17 | 19 | 17 | 15 | 13 | 15 | 14 | 14 | 14 |   |
| Salamanca        | 15        | 17 | 14 | 16 | 16 | 17 | 18 | 18 | 19 | 19 | 19 | 19 | 19 | 19 | 16 | 17 | 14 | 15 | 14 | 16 | 18 | 15 | 17 | 19 | 19 | 18 | 17 | 15 | 17 | 16 | 17 | 16 | 14 | 15 | 14 | 15 | 15 | 15 |   |
| Tenerife         | 12        | 8  | 5  | 5  | 9  | 11 | 12 | 10 | 12 | 13 | 15 | 16 | 16 | 16 | 18 | 19 | 19 | 19 | 18 | 19 | 19 | 16 | 18 | 18 | 18 | 16 | 18 | 19 | 19 | 18 | 18 | 19 | 19 | 17 | 16 | 16 | 16 | 16 |   |
| Compostela       | 4         | 4  | 10 | 12 | 12 | 14 | 13 | 15 | 13 | 14 | 16 | 14 | 14 | 15 | 15 | 18 | 18 | 18 | 19 | 17 | 15 | 18 | 15 | 15 | 17 | 19 | 19 | 18 | 18 | 19 | 16 | 18 | 18 | 19 | 18 | 17 | 17 | 17 |   |
| Oviedo           | 5         | 3  | 7  | 6  | 14 | 10 | 10 | 13 | 11 | 9  | 9  | 9  | 8  | 7  | 8  | 10 | 11 | 12 | 11 | 12 | 12 | 12 | 12 | 13 | 12 | 13 | 13 | 14 | 12 | 14 | 14 | 14 | 16 | 16 | 17 | 19 | 18 | 18 |   |
| Mérida           | 18        | 15 | 17 | 17 | 18 | 19 | 16 | 17 | 16 | 12 | 11 | 10 | 12 | 13 | 13 | 13 | 15 | 16 | 16 | 13 | 16 | 17 | 16 | 17 | 16 | 17 | 15 | 17 | 15 | 15 | 15 | 15 | 17 | 18 | 19 | 18 | 19 | 19 |   |
| Sporting         | 19        | 19 | 19 | 19 | 19 | 20 | 20 | 20 | 20 | 20 | 20 | 20 | 20 | 20 | 20 | 20 | 20 | 20 | 20 | 20 | 20 | 20 | 20 | 20 | 20 | 20 | 20 | 20 | 20 | 20 | 20 | 20 | 20 | 20 | 20 | 20 | 20 | 20 |   |

### Promoção de permanência
| Ida:          |     |               |
| Villarreal CF | 0–0 | SD Compostela |
| Real Oviedo   | 3–0 | UD As Palmas  |

| Volta:        |     |               |               |
| SD Compostela | 1–1 | Villarreal CF | Global:1-1(v) |
| UD As Palmas  | 3–1 | Real Oviedo   | Global:3-4    |

## Máximos goleadores (Troféu Pichichi)
Em sua primeira e única temporada na Primeira Divisão de Espanha, o italiano Christian Vieri, do Atlético de Madri, conseguiu o Troféu Pichichi como máximo goleador do torneio, apesar de disputar só 24 partidos.

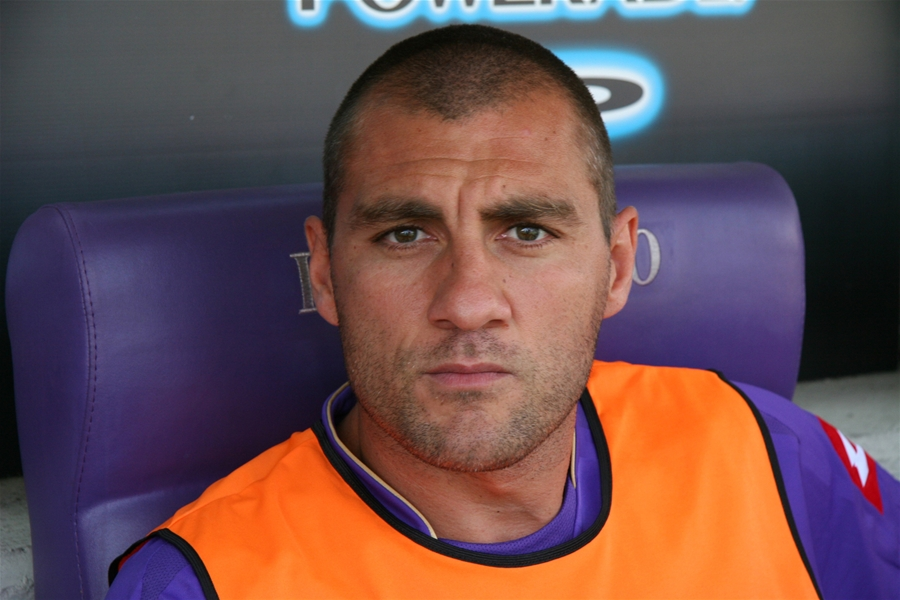
Christian Vieri conseguiu 24 golos em 24 partidos.

| Pos. | Jogador               | Equipa              | Golos |
| ---- | --------------------- | ------------------- | ----- |
| 1º   | Christian Vieri       | Atlético de Madri   | 24    |
| 2º   | Rivaldo               | FC Barcelona        | 19    |
| 3º   | Luis Enrique          | FC Barcelona        | 18    |
| 4º   | Darko Kovačević       | Real Sociedade      | 17    |
| 5º   | Luboslav Penev        | SD Compostela       | 16    |
| 6º   | Pedro Pauleta         | UD Salamanca        | 15    |
| 7º   | Fernando Correia      | Racing de Santander | 14    |
| 8º   | Juan Eduardo Esnáider | RCD Espanhol        | 13    |
|      | Alen Peternac         | Real Valladolid     | 13    |
|      | Gabriel Amato         | RCD Mallorca        | 13    |

## Outros prêmios

### Troféu Zamora
Depois de ter ganhado o Troféu Zamora de Segunda Divisão quatro anos dantes, Toni repetiu como goleiro menos, agora da Primeira Divisão. Para optar ao prêmio foi necessário disputar 60 minutos em, no mínimo, 28 partidos.
| Pos. | Jogador            | Equipa         | Golos | Partidos | Média |
| ---- | ------------------ | -------------- | ----- | -------- | ----- |
| 1º   | Toni Jiménez       | RCD Espanhol   | 31    | 37       | 0,84  |
| 2º   | Alberto López      | Real Sociedade | 37    | 38       | 0,97  |
| 3º   | Bogdan Stelea      | UD Salamanca   | 32    | 30       | 1,07  |
| 4º   | Imanol Etxeberria  | Athletic Club  | 42    | 38       | 1,11  |
| 5º   | Andoni Zubizarreta | Valencia CF    | 40    | 34       | 1,18  |

### Troféu EFE
O lateral brasileiro do Real Madri, Roberto Carlos, ganhou pela primeira vez este prêmio ao melhor jogador iberoamericano.
| Pos. | Jogador         | Equipa        | Pontos |
| ---- | --------------- | ------------- | ------ |
| 1º   | Roberto Carlos  | Real Madri    | 230    |
| 2º   | Mazinho         | Celta de Vigo | 227    |
| 3º   | Navarro Montoya | CP Mérida     | 223    |